# 156. østlige længdekreds
Den 156. østlige længdekreds (eller 156 grader østlig længde) er en længdekreds, der ligger 156 grader øst for nulmeridianen. Den løber gennem Ishavet, Asien, Stillehavet, Australasien, det Sydlige Ishav og Antarktis.